# Mathilde de Savoie (1390-1438)
Ne doit pas être confondue avec la reine de Portugal Mathilde de Savoie.
Mathilde de Savoie ou Savoie-Achaïe, née vers 1390 et morte en mai 1438, est une princesse de Savoie, électrice palatine avec son mariage avec Louis III du Palatinat.

## Biographie

### Origines

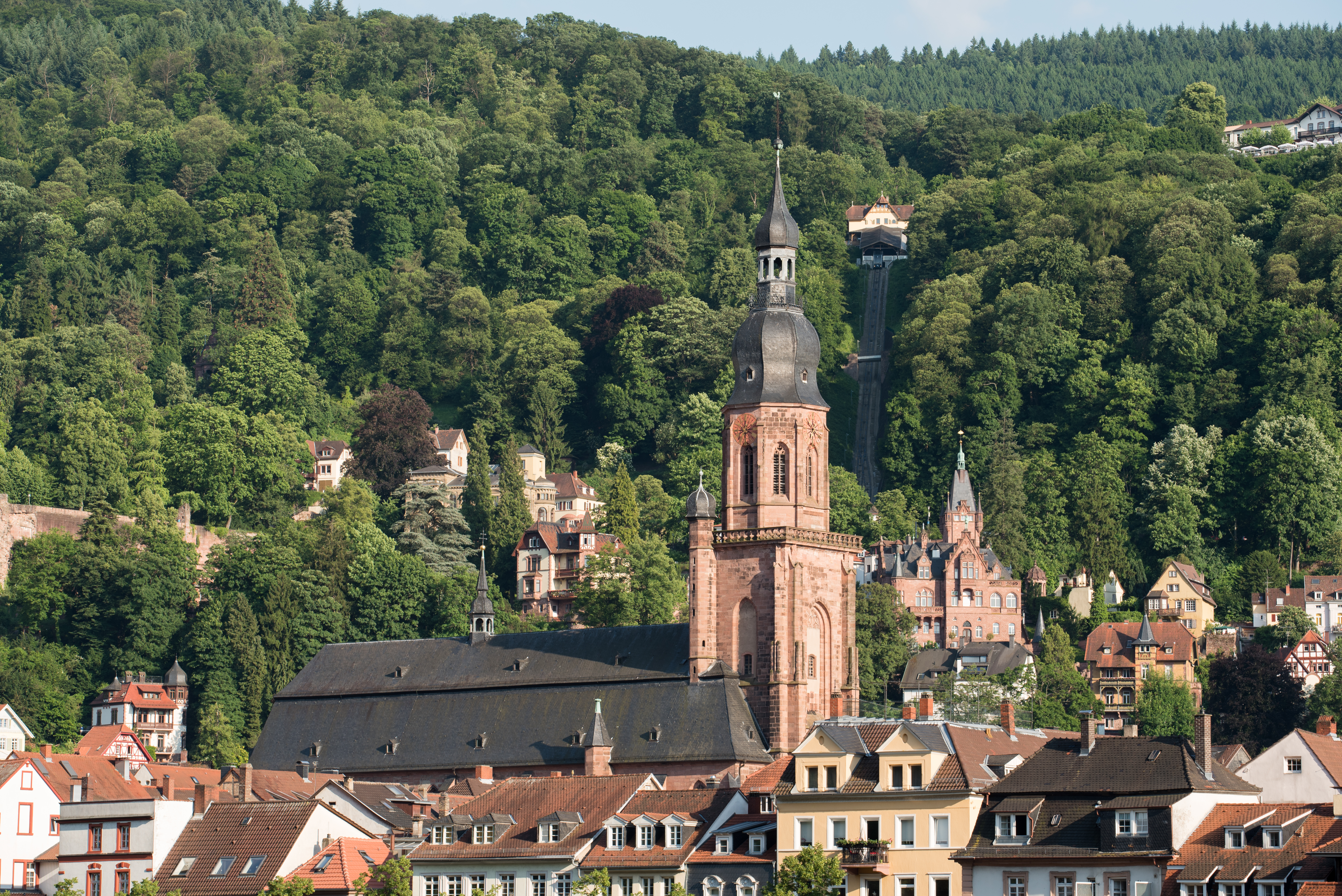
Vue de l'église du Saint-Esprit de Heidelberg.

Mathilde (Mechthild en Allemand, Samuel Guichenon donne Melchide ou Mahaut) est la fille d'Amédée de Savoie-Achaïe, prince d'Achaïe et seigneur de Piémont, et de Catherine de Genève,. Sa date de naissance précise n'étant pas connue. Ernest Cornaz donne l'année de 1390, tandis que le site Internet de la Medlands - Foundation for Medieval Genealogy indique [1391/1400]. Elle porte le prénom de sa grand-mère, la comtesse douairière de Genevois, Mathilde d'Auvergne, dite « Mahaut d'Auvergne » ou « de Boulogne ».
Son père meurt en mai 1402 et sa mère cinq ans plus tard. Son oncle, Louis d'Achaïe hérite du Piémont.

### Héritière d'une partie du Genevois
Orpheline et mineure, Mathilde est instituée héritière, en 1409, des droits et biens de sa tante, Blanche de Genève († 1416), sur le comté de Genève. Sans enfants, Blanche de Genève était elle-même héritière de sa mère, Mathilde d'Auvergne.
En étant l'héritière d'une partie des droits sur le comté de Genève, elle revendique la part de sa mère sur le comté de Genève. Elle est soutenue dans ses prétentions par l'empereur Sigismond. L'ensemble de ses possessions correspond aux revenus des châtellenies de Cessens, de Rumilly, de La Balme et La Bâtie, de Gruffy de Mornex et de Thônes et de La Val des Clefs, ainsi que Charousse.
Toutefois, le duc de Savoie, Amédée VIII propose, au tuteur de la jeune princesse, son oncle Louis de Savoie-Achaïe, l'achat de l'ensemble des biens et droits sur le comté de Genève pour la somme de 70 000 florins d'or. L'opportunité est acceptée, Mathilde de Savoie ayant peur de se voir dans un proche avenir dépouillée. Le contrat entre l'héritière et le duc est signé le 11 janvier 1417,,.

### Mariage et famille
Au cours des différents échanges sur la cession des droits, la discussion se porte également sur le mariage de la jeune princesse. Une proposition arrive d'Allemagne avec Louis III, comte-électeur palatin du Rhin, duc de Bavière et conseilleur de l'empereur au concile de Constance. Il est le fils du roi Robert Ier du Saint-Empire et d'Élisabeth de Nuremberg. Après des négociations, les clauses du contrat sont signées le 2 janvier 1417. Du côté allemand, on réclame une dot de 60 000 florins en échange la future épouse reçoit un douaire de 6 000flor.,.
Mathilde de Savoie est mariée par contrat le 30 novembre 1417 à Louis III du Palatinat (1378-1436),,. Le contrat est signé au château de Pignerol, en Piémont,.
Ils ont quatre enfants :
- Mathilde du Palatinat (1419-1482) ;

1. ∞ 1434 à Louis IV de Wurtemberg (1412-1450). Ils sont les parents de Louis V et Eberhard V d'où la suite des comtes puis duc de Wurtemberg ;
2. ∞ 1452 à Albert VI d'Autriche (1418-1463), sans descendance ;

- Louis IV du Palatinat (1424-1449), marié en 1445 avec Marguerite de Savoie (1416-1479). Ils sont les parents de l'électeur palatin Philippe Ier du Palatinat ;
- Frédéric Ier (1425–1476) ;

1. fiancé à Élisabeth de Bavière ;
2. ∞ 1462 à Clara Tott, leurs descendants sont les comtes (puis princes) de Löwenstein-Wertheim ;

- Robert du Palatinat (1427–1480), archevêque de Cologne.

### Mort et sépulture
Mathilde de Savoie meurt le 4 mai 1438, à Germersheim (Rhénanie-Palatinat), selon le médiéviste suisse Ernest Cornaz (1870-1956) (Guichenon donnait l'année 1424). Le site Medlands donne le 14 mai 1438.
Son corps est inhumé dans l'église du Saint-Esprit de Heidelberg, (Bade-Wurtemberg).